# Annepona
Annepona is een geslacht van weekdieren uit de klasse van de Gastropoda (slakken).

## Soorten
- Annepona mariae (Schilder, 1927)